# Sorgente Group

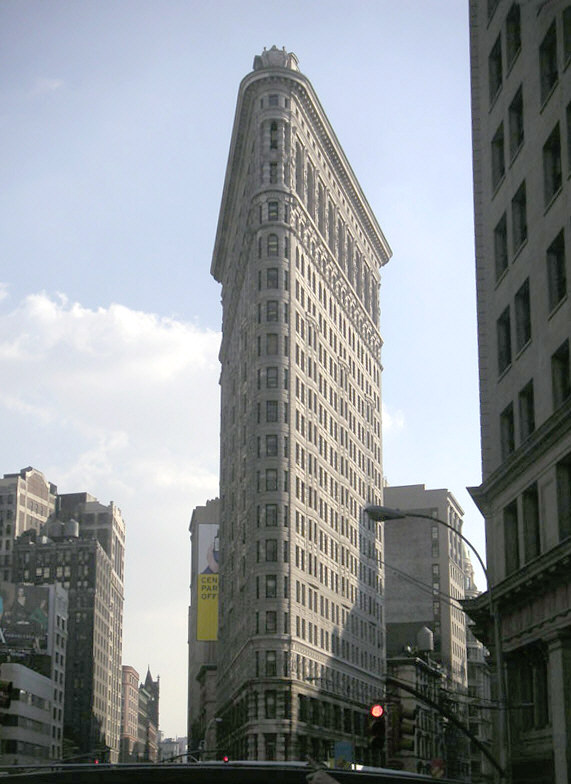
Flatiron Building di New York, di proprietà di Sorgente Group

Sorgente Group Italia è una holding attiva nei settori immobiliare, finanza, infrastrutture ed editoria.
Le società immobiliari, finanziarie e di servizi sono oltre 50, situate in Italia, Svizzera, Gran Bretagna, Stati Uniti d'America, con uffici operativi a Roma, New York.
Attraverso la società editrice controllata dal gruppo, Musa Comunicazione, sono stati rilevati la proprietà della testata Il Foglio e l'80% del mensile Tempi (poi ceduto alla società Cooperativa Contrattempi nel giugno del 2020). Il gruppo Sorgente ha acquisito il 30% de La Gazzetta del Mezzogiorno, in data 29.06.2018 tale percentuale è scesa al 2%, per poi uscire definitivamente dal capitale. 
Nell'ambito del Gruppo, il patrimonio immobiliare posseduto, gestito e amministrato dalle società controllate ammonta a 5 miliardi di dollari. Comprendendo anche il patrimonio dei fondi, nel gennaio 2019 era di 5 miliardi di euro (nel 2018 era di 5,8 miliardi di euro).
Nel 2020, con la cessione di un ramo d’azienda di Sorgente SGR, il Gruppo ha riorganizzato le proprie aree operative aggiungendo all’attività immobiliare l'energia pulita e l’efficientamento energetico, acquisendo nel 2021 il più grande impianto fotovoltaico su serra in Sardegna.

## Storia
Sorgente Group pone le sue origini in Italia nel 1910 e negli USA nel 1919, attraverso l'attività di due famiglie nel settore siderurgico. In Italia, tra il 1910 e il 1943, l'attività si concentra sulla lavorazione del ferro, mantenendo anche un reparto artigianale per svilupparsi, nel secondo dopoguerra, con appalti di grandi impianti tecnologici per conto di committenti pubblici e privati tra i quali il Sincrotrone di Frascati (DAΦNE), l'Alfa Romeo di Arese, le Acciaierie di Terni e di Taranto.
Negli anni Settanta vengono sviluppate varie iniziative immobiliari e di edilizia sociale, in Italia e all'estero. Alla fine degli anni Novanta il gruppo viene ristrutturato e l'attività si indirizza principalmente verso il settore della finanza immobiliare, per effettuare investimenti e costituire fondi immobiliari. Nasce così Sorgente SGR: dal 2001 il gruppo ha lanciato 25 fondi.
Negli USA l'attività ha inizio nel 1919, periodo in cui, attraverso società ancora esistenti all'interno del gruppo, comincia a lavorare nel mercato newyorchese delle strutture portanti in acciaio e partecipando alla costruzione di diversi edifici, tra i quali, nel 1923, l'ampliamento del palazzo della New York Stock Exchange su progetto di Trowbridge e Livingstone e nel 1928 la struttura del Chrysler Building di Van Alen.

### Maggiori operazioni immobiliari
Nel 2005 il Fondo Michelangelo, istituito e gestito da Sorgente SGR, ha rilevato una partecipazione di maggioranza relativa nella proprietà del Chrysler Building di New York. La posizione nell'immobile è stata ceduta nel 2008.
Nel 2006, il Fondo Michelangelo ha acquisito il 17% del Flatiron Building di New York. Successivamente, nel corso del 2009, Sorgente Group of America ha rilevato la maggioranza del grattacielo.
Nel 2009, il Fondo Donatello, Comparto David (oggi Fondo Megas), ha acquisito la Galleria Colonna di Roma, ridenominata Galleria Alberto Sordi. Il Fondo Megas è stato istituito e gestito da Sorgente SGR fino al 30 settembre 2018.
Nel giugno 2012 Sorgente Group of America ha acquisito il Fine Arts Building di Los Angeles negli Stati Uniti. L'immobile, conosciuto anche con il nome di “Global Marine House”, si trova al numero 811 di West 7th Street ed è stato costruito nel 1926; con i suoi 12 piani, occupa una superficie di oltre 11.000 metri quadrati.
Nell'aprile del 2013 Sorgente Group of America ha acquisito il Clock Tower Building a Santa Monica, edificio del 1929 realizzato in stile Art Déco con la caratteristica di avere sulla sua sommità un orologio con quattro quadranti, visibili uno su ogni lato anche da grandi distanze

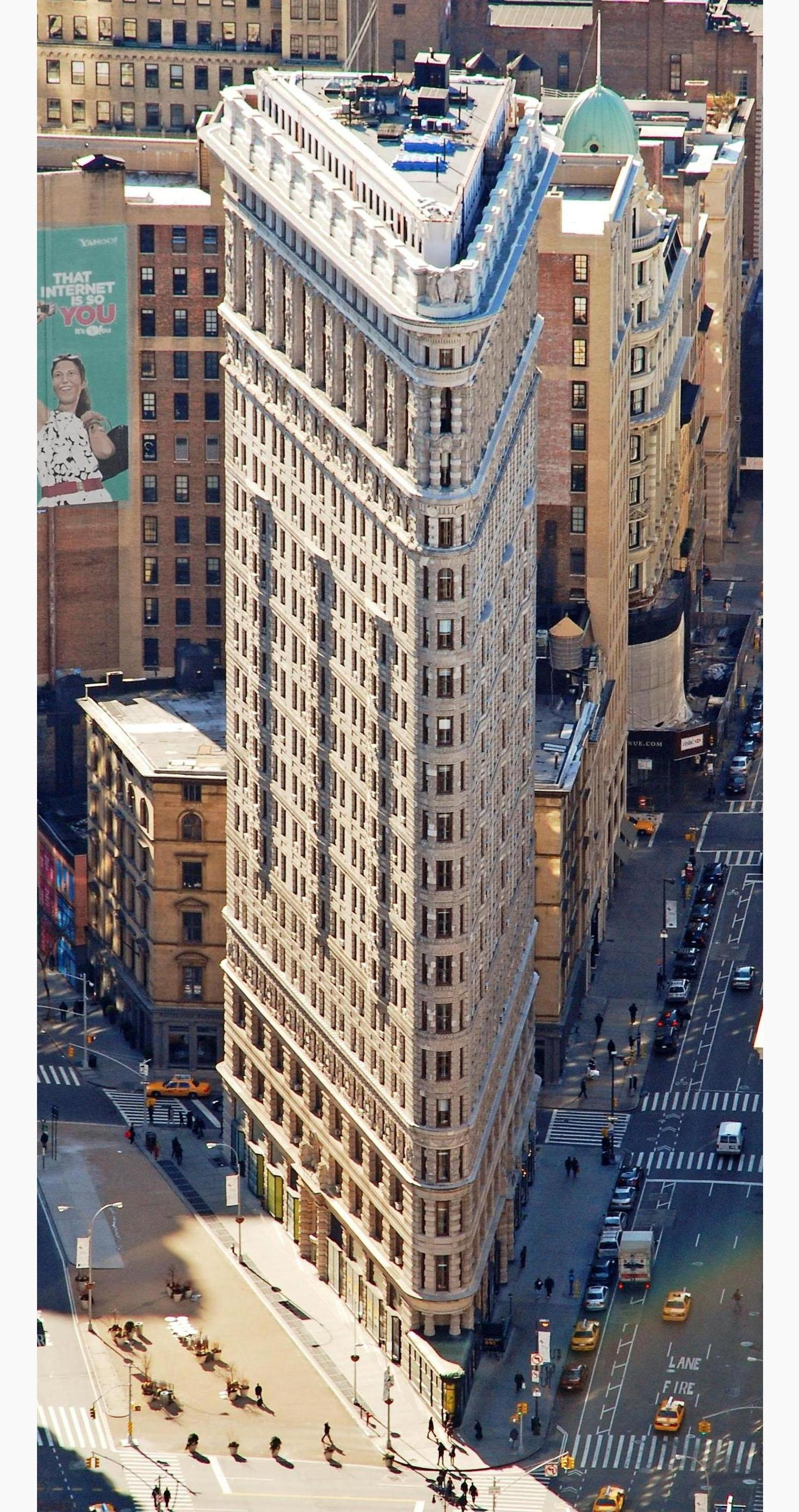
Flatiron Building, New York
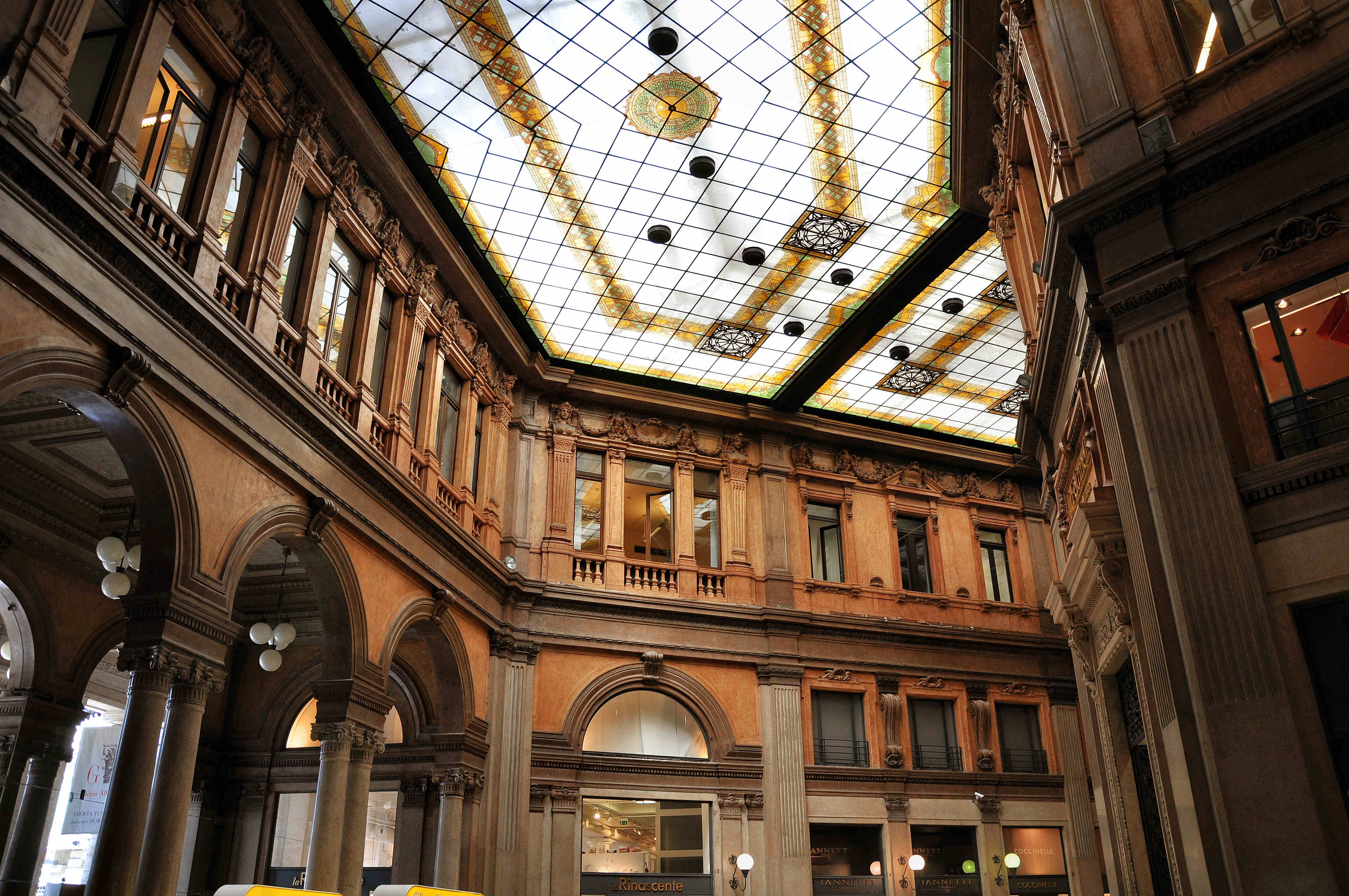
Galleria Alberto Sordi, Roma
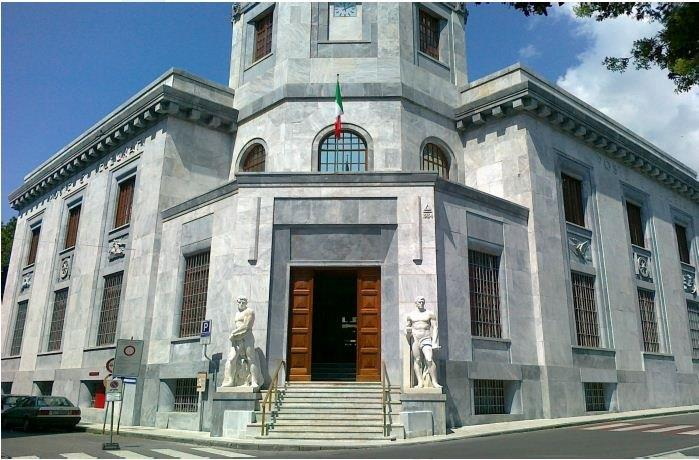
Palazzo delle Poste, Carrara
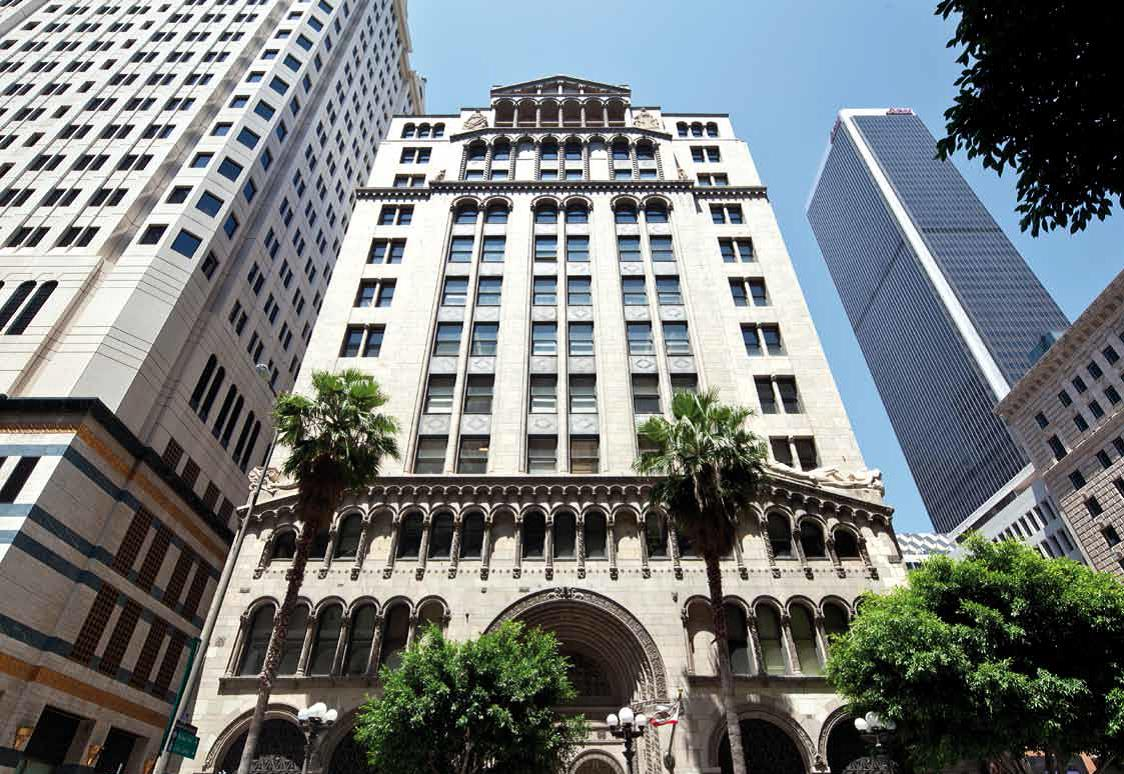
Fine Arts Building, Los Angeles
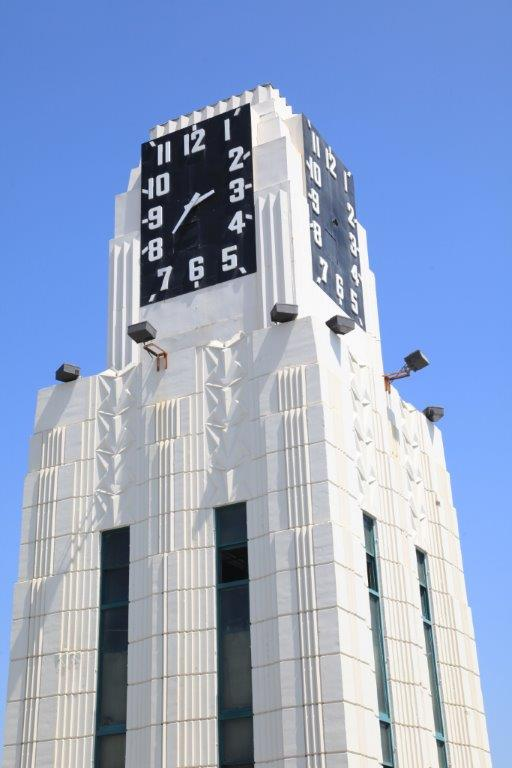
Clock Tower Building, Santa Monica

A partire dal 2011, Sorgente Group, in collaborazione con l'Università degli Studi di Parma e Federimmobiliare, ha elaborato su base quadrimestrale il FIUPS, un indice che rappresenta la sintesi numerica del sentiment immobiliare, ossia l'analisi della percezione di operatori e investitori sull'andamento del mercato immobiliare in Italia.
Il gruppo aveva, a dicembre 2018, circa 800 dipendenti e 94 società.

## Principali società di Sorgente Group Italia
- Leptis impresa per gli immobili
- Polimnia Res
- Rinascita Scarl
- Aramaicos

## Ex società di Sorgente Group Italia
- Aramaico Costruzioni Srl (Italia)
- Sorgente REM Spa (Italia) - società specializzata nel restauro conservativo
- Sorgente SGR Spa (Italia) sottoposta a procedura di amministrazione straordinaria con provvedimento Banca d’Italia 18 dicembre 2018.[19] Nel 2015 è sorto un contenzioso con uno dei maggiori investitori di Sorgente SGR (Società di Gestione italiana del gruppo) e la Fondazione Enasarco, sfociato in reciproche denunce civili e penali presso i Tribunali di Roma e di Milano,[20] circostanza presentata anche davanti alla Commissione Bicamerale per il controllo degli Enti di Previdenza nel marzo 2017.[21] Nel marzo 2018 la fondazione Enasarco decide la revoca della gestione dei due fondi Megas e Michelangelo Due (fondo quest’ultimo che sarebbe stato liquidato a dicembre 2018), nominando come gestori Prelios e DeA Capital,[22][23] attraverso una “licitazione privata”[24] censurata dal TAR con sentenza del 17 dicembre 2018 secondo la quale Enasarco avrebbe dovuto indire una gara europea per la selezione del nuovo gestore.[25] Banca d'Italia con provvedimento del 18 dicembre 2018 ha sottoposto Sorgente SGR – che a giugno 2018 aveva rinnovato la governance[26] - a procedura di amministrazione straordinaria, nominando commissario straordinario Elisabetta Spitz e confermando Carlo Petagna direttore generale. L’Amministrazione straordinaria di Sorgente SGR si è conclusa l’8 gennaio 2022. Sorgente SGR, dopo la cessione di un ramo d’azienda contenente 17 fondi immobiliari a Castello SGR - rientra a far parte di Sorgente Group Italia e viene restituita alla gestione ordinaria. A Sorgente SGR non è stata erogata alcuna sanzione dagli Organismi di Vigilanza alla fine della procedura di amministrazione straordinaria. [27]
- Musa Comunicazione Srl (parte di Tiberiade Holding Spa)
- Briaxis Film Srl (ora in Musa Comunicazione, parte di Tiberiade Holding Spa[28])
- Il Foglio Edizioni Srl (titolare della testata Il Foglio, ora in Musa Comunicazione, parte di Tiberiade Holding Spa[29])
- Sorgente SEIN Srl (Italia)[30] - società attiva nel settore delle infrastrutture e degli impianti di bio-metano. (ora in Tiberiade Holding Spa[31])